# 大肚山
大肚山，在地理學上被歸為「臺地」，故又稱大肚臺地。位於臺中市的臺地地形，南北夾於大甲溪和大肚溪之間，面積約145平方公里。就行政區域而言，包括臺中市西屯區、南屯區、清水區、神岡區、大雅區、沙鹿區、龍井區、大肚區及烏日區一帶。
大肚山又名「大度山」，為東海大學曾約農校長更名，在年代較早旅遊書可見得。而文獻上則多數採用原本的大肚山，其名取自巴布薩、洪雅等平埔族建立的大肚王國。早期漢人未開墾前是平原周圍的一片綠林地，今日的大肚山因為鄰近台中都市圈，已整山全面開發，與往昔的自然景象差異甚大。

## 地理
大肚臺地原為一處廣大的沖積扇，生成於中更新世（距今約100萬年前），由古代大甲溪與古代大肚溪形成的聯合沖積扇。換言之，尚未地層隆起之前，這片聯合沖積扇曾為大甲溪與大肚溪的舊河道，後來經由板塊推擠而抬升地層，改變大安溪、大甲溪的流路，大安溪改道，由后里臺地北側行經而成現今河道位置，大甲溪則順大肚臺地東側往南流下與大肚溪匯流，河道流向位於臺中盆地西部的筏子溪，這時期逐漸地將沖積物流入臺中盆地內，形成盆地內的沖積層地質，最後因河床高度已累積到后里臺地與大肚臺地之間的鞍部高度，由此溢出而成現今大甲溪河道位置。
大肚臺地平均高度為200～300公尺，而臺地最高處並無山峰，位於臺中都會公園北側，海拔309公尺。大肚臺地的北方是后里臺地，兩者之間被大甲溪分隔，呈北高南低的走勢，與南方是王田斷崖，呈現由西側急遽地向東側下滑的一處大崩壁，斷崖下方即為大肚溪，為大肚溪沖刷形成河蝕崖，隔岸向南與彰化平原、八卦臺地遙望，此即為地形學所言「水隙」。大肚臺地的西側山坡呈急斜陡峭，緊鄰清水海岸平原，而東側山坡則較為平緩，山麓下方最東緣以台中市西屯區福林路為界，並與臺中盆地為過渡帶互相接壤。總體而言，大肚臺地是呈現一個不對稱的背斜高地，與南方八卦臺地特徵一致。
大肚臺地的地質主要是紅土堆積層、頭嵙山層。紅土堆積層分布於表層，為紅土層、礫石層構成，少有砂岩夾於其中。頭嵙山層分布於下層，多數為礫岩構成，少數是以砂岩、頁岩構成。大肚臺地上的溪坑從頂部向四周輻射，其中分佈在西坡的較多。大肚臺地西側山麓有斷層經過，除了屯子腳斷層呈東北－西南走向，清水、橫山、南勢、龍井等四條斷層皆呈南北走向，因此從龍井、沙鹿、清水等地可見得斷層崖。大肚臺地因為地勢突出，從大肚臺地的至高點如望高寮或者是臺中都會公園等地，向東可眺望臺中市中心的天際線，向西可俯瞰海岸平原、臺中港，向南可遠眺大肚溪對岸之彰化縣伸港、和美等地，故居高臨下，視野可謂寬廣。

## 植被
大肚臺地受人為開發影響甚大，原屬於相思樹林相，原生種有大肚山薔薇與光葉薔薇，但有天竺草入侵，與農民以大黍為旱作，這些植被分布型態常每逢火燒過後，會發生很大改變。由大肚臺地擁有公墓與道路，除了是清明掃墓焚燒紙錢、駕駛扔棄煙蒂造成森林火災，另一原因便是季節。據1997年～2002年的火災發生頻率表，進行不分類的統計，發現於10月至隔年3月發生機率最高，皆有超過100件；相對地降雨量，以臺中、梧棲氣象站統計1971年～2000年，降雨量低於100釐米出現於9月至隔年3月。換言之，這些統計明顯分布在東北季風甚行的秋、冬兩季，可知是受到風、濕度的兩項因素影響。適應這種易燃環境就以天竺草最佳，它的生長速度較於相思樹快速，因此火燒過後的草生地是以天竺草繁殖最甚，使相思樹的分布不僅受人為開發呈破碎化，天竺草入侵也帶來相思樹的生存受到威脅。大肚臺地的西側是處於迎風面，此面有國道三號沿著山麓行經，已經有天竺草盤據生長，顯得臺地西側的植被改變受火燒影響很大，對高速公路的行車安全有很大影響，因此臺地的景觀綠化受到關注。

## 交通

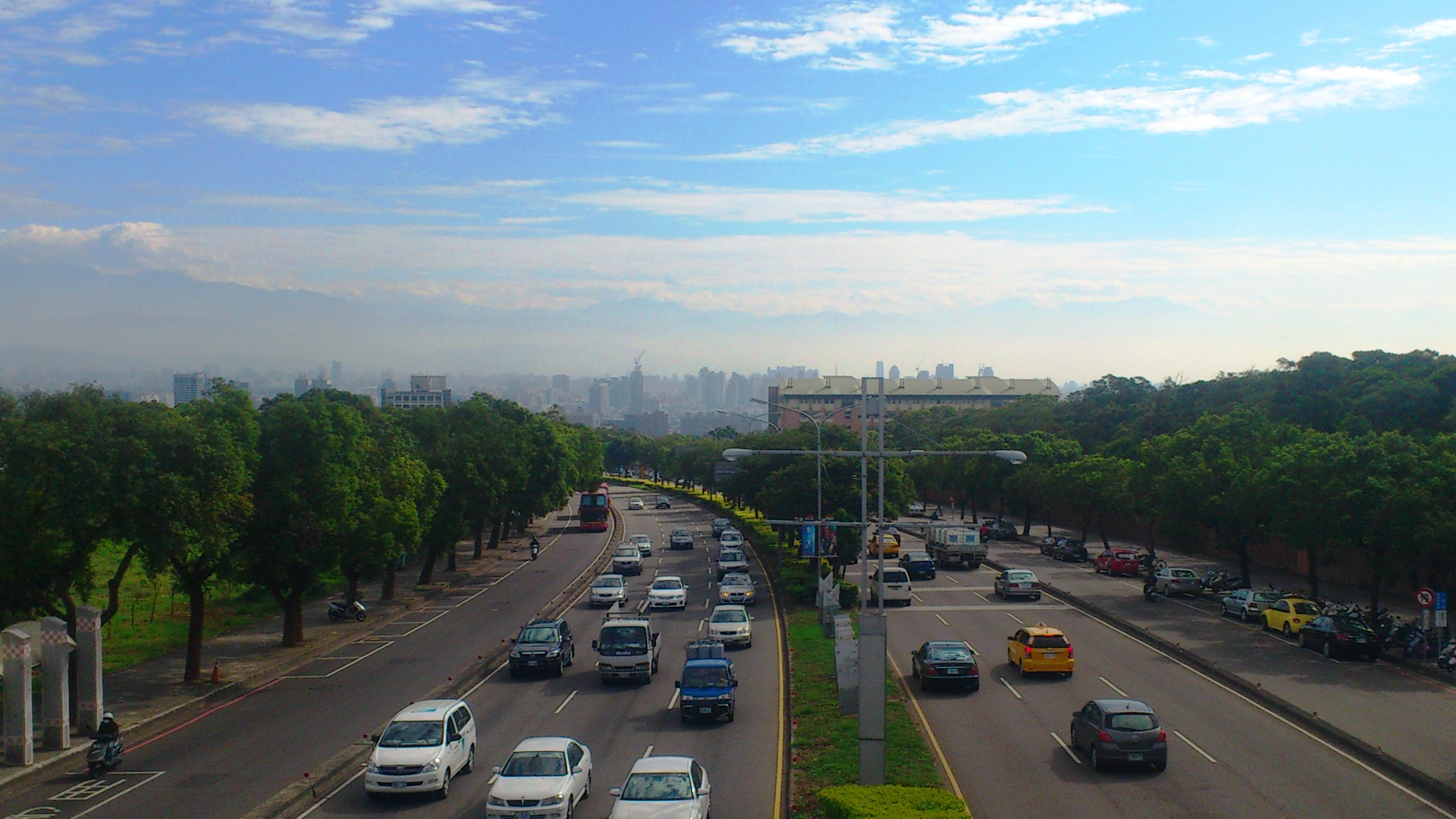
大肚臺地東麓的臺灣大道。

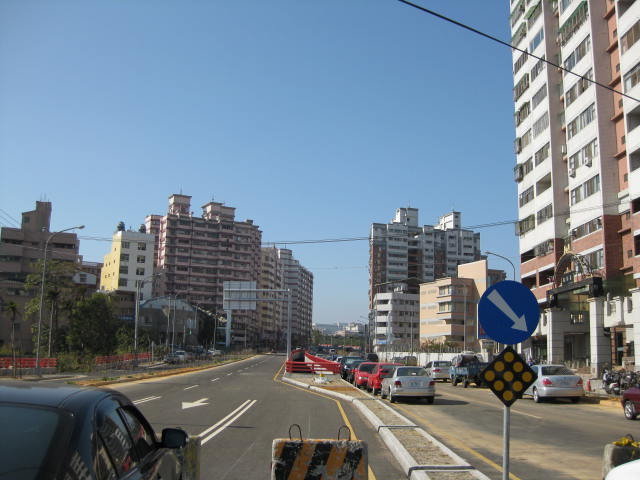
向上路行經大肚山東麓一景。

大肚臺地正處於臺中市區西側，緊鄰周邊郊區地利之便，聯絡幹道主要是以東西向為主臺灣大道、五權西路（中沙路）、向上路、中清路、西屯路等，這些道路皆可直達臺中港區。大肚臺地西側山麓有國道三號於龍井區進入，開始沿著山麓自清水區離開，龍井交流道、沙鹿交流道分別連結臺灣大道、中清路，因此大肚臺地在交通上存在許多重要幹道，沿著大肚臺地山脊做南北走向是遊園北路、遊園南路，沿路可連結東西走向道路，聯絡臺中市區、龍井、沙鹿、烏日是必經之處。

## 景點

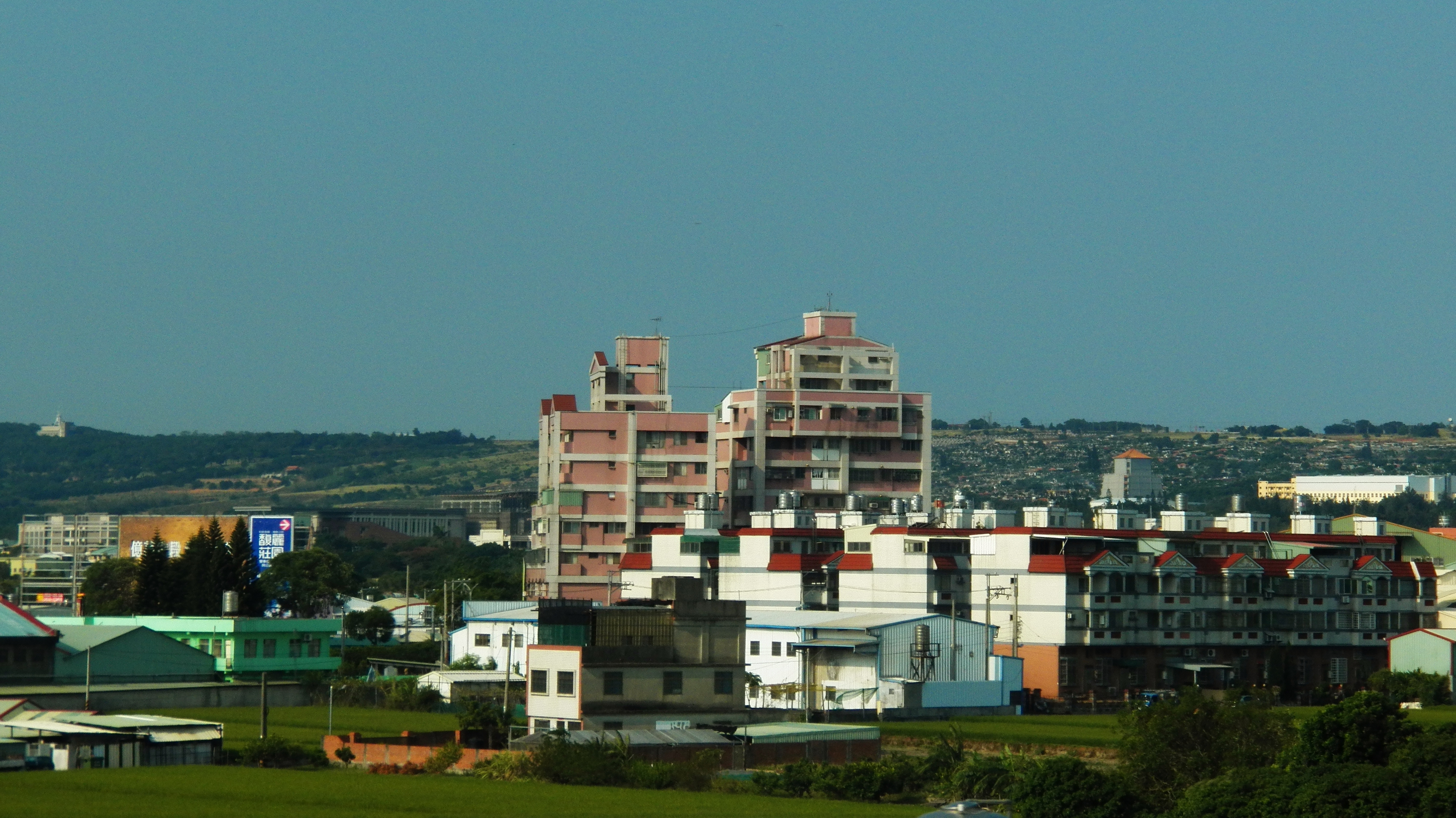
從臺灣高鐵南下列車西望臺中市大雅區與遠方沙鹿區的大肚臺地。

大肚臺地分佈各處景點、文教單位、工業園區、交通設施等，臺地的北端臺中清泉崗機場是現今大臺中地區仰賴的民航機場，空軍清泉崗基地也位於在此，緊鄰著是臺中都會公園。位於大肚臺地南端有嶺東科技大學、成功嶺以及望高寮。在臺灣大道則是大肚臺地文教單位分佈最多地帶，處於大肚臺地東側是東海大學，西側是靜宜大學、弘光科技大學，正因校區彼此相近，在新興路、國際街一帶發展出商圈夜市，該商圈緊鄰著東海大學後方而習以取名為「東海商圈」或「東海別墅商圈」。東海大學許多聞名景點也位於在此，如東海牧場、東海路思義教堂等。大肚臺地東側分佈臺中重要工業重地，分別為臺中工業區、中部科學園區，還有正在開發中臺中精密機械科技園區。在距離臺中工業區不遠處文山社區有座焚化廠，乃是消化臺中地區垃圾焚化之用。另外，目前大肚臺地景點有臺中精機、公路總局臺中區監理所、勞動部勞動力發展署中彰投分署以及屬於臺中歷史建築的東海古堡以及相關二戰碉堡也都位於大肚臺地。

## 相關作品

### 中文小說
- 《敦仔腳下大肚山夕暮》，徐毅振著，台灣，晨星出版，2022。

### 童書
- 《走揣大肚王》，臺中市大肚區公所著，台灣，臺中市大肚區公所出版，2015。

## 外部連結
- 臺中都會公園（页面存档备份，存于）
- 大肚臺地研究 地質地形(未附有文獻依據，僅供參考)